# JINGI・愛してもらいます
「JINGI・愛してもらいます」（じんぎ・あいしてもらいます）は、中山美穂の6枚目のシングル。1986年7月15日にキングレコードからリリースされた。(EP: K07S-10121)（CDS:KIDS-93）

## 概要
表題曲は自身主演の東映映画『ビー・バップ・ハイスクール 高校与太郎哀歌』の主題歌である。カップリングの「Rising Love」はアルバム『SUMMER BREEZE』からのシングルカット楽曲。
前シングル発売から約2か月後のリリース、次のシングルリリースも1か月後と非常に短いスパンでのリリースであった。この年だけで5枚のシングルをリリースし、5枚全てが年間シングルチャートの100位以内にランクインしている。
デモテープを作った小室哲哉は、「イントロ、Aメロ、Bメロ、サビとコード進行が全部同じだ、同じ4小節が4つ並んでいる」と自分の力量の無さに打ちのめされていたが、それをクレッシェンドに上げていった大村雅朗の仕上げ方に衝撃を受けたと話している。
1986年8月21日、生放送の音楽番組『ザ・ベストテン』（TBSテレビ）では東海道新幹線（当時国鉄・現JR東海）の停車中、中山に当曲を歌唱させる中継演出があった。ところが、最初の米原駅で中山はイヤフォントラブルにより伴奏が全く聴こえず、一切歌えないままひかり号は発車してしまう。それでも次の名古屋駅で中山は、2分間の停車時にプラットホームへ降り改めて同曲を披露し、再び中山が乗車した新幹線は歌唱終了間際に東京駅方面へと走り去った。

## 収録曲
1. JINGI・愛してもらいます
作詞 - 松本隆 / 作曲 - 小室哲哉 / 編曲 - 大村雅朗
2. Rising Love
作詞・作曲・編曲 - 角松敏生

## 楽曲の収録アルバム
- JINGI・愛してもらいます
  - BE-BOP HIGHSCHOOL 音楽集 VOL.2～高校与太郎哀歌～
  - COLLECTION　
  - Complete SINGLES BOX
  - THE GRATEST HITS 小室哲哉・作品集A（オムニバスアルバム）
  - 風街図鑑〜松本隆 作詞活動30周年記念（作詞家活動30周年記念CD-BOX）
  - 中山美穂 パーフェクト・ベスト
  - 30th Anniversary THE PERFECT SINGLES BOX
  - All Time Best

- Rising Love
  - SUMMER BREEZE - Album Version
  - Complete SINGLES BOX
  - 30th Anniversary THE PERFECT SINGLES BOX

## カバー
- 浜崎あゆみ - CDデビュー前にフジテレビ系『TK MUSIC CLAMP』で歌唱。(1995年)
- 宇都宮隆 - 『「U30 Contract」 TAKASHI UTSUNOMIYA ANTHOLOGY 1992-2023』(2023年11月15日)にボーナストラックとして収録